# Observator
Observator è il sesto album in studio del gruppo musicale rock danese The Raveonettes, pubblicato nel 2012.

## Tracce
1. Young and Cold – 3:21
2. Observations – 4:30
3. Curse the Night – 3:21
4. The Enemy – 3:40
5. Sinking With the Sun – 3:31
6. She Owns the Streets – 3:02
7. Downtown – 2:49
8. You Hit Me (I'm Down) – 3:45
9. Till the End – 3:22

## Formazione
- Sune Rose Wagner
- Sharin Foo